# Wattenbach (Lichtenau)
Wattenbach (fränkisch: Wadnba) ist ein Gemeindeteil des Marktes Lichtenau im Landkreis Ansbach (Mittelfranken, Bayern). Die Gemarkung Wattenbach hat eine Fläche von 5,935 km². Sie ist in 669 Flurstücke aufgeteilt, die eine durchschnittliche Flurstücksfläche von 8871,82 m² haben. In ihr liegen neben dem namensgebenden Ort die Gemeindeteile Ballmannshof, Erlenmühle, Gotzendorf und Gotzenmühle.

## Geografie
Durch das Dorf fließt der Zandtbach und der Ballmannshofer Graben, der dort als linker Zufluss in den Zandtbach mündet. Im Westen liegt der Klosterwald. Die Kreisstraße AN 14 führt nach Fischbach (1,5 km östlich) bzw. an der Erlen- und Gotzenmühle vorbei nach Unterrottmannsdorf (3 km westlich), die Kreisstraße AN 12 führt nach Lichtenau (3 km nordwestlich) bzw. nach Wöltendorf (1,3 km südlich). Eine Gemeindeverbindungsstraße führt nach Immeldorf (2 km nördlich).

## Geschichte
Der Ort wurde 1281 als „Vatenbach“ erstmals urkundlich erwähnt. Der Ortsname leitet sich vom gleichlautenden Gewässernamen ab, dessen Bestimmungswort das Verb waten ist. Es wurde also damit ein seichter Bach bezeichnet, den man durchwaten kann.
Ursprünglich war Wattenbach größtenteils im Besitz von Gottfried von Heideck und seiner Frau Kunigunde und wurde 1314 an den Nürnberger Patrizier Ulrich Haller verkauft, dessen Nachkommen im Jahre 1395 die Besitzungen an das Kloster Heilsbronn veräußerten.
Im Salbuch des nürnbergischen Pflegamtes Lichtenau von 1515 wurden für Wattenbach 10 Untertansfamilien angegeben: 8 Untertanen unterstanden dem Kloster Heilsbronn, 2 Untertanen dem Stadtvogteiamt Eschenbach des Deutschen Ordens.
Im 16-Punkte-Bericht des Klosteramts Heilsbronn aus dem Jahr 1608 wurden für Wattenbach 5 Bauern und 3 Köbler angegeben, die dem brandenburg-ansbachischen Klosterverwalteramt Heilsbronn unterstanden. Die Untertanen des Deutschen Ordens wurden nicht aufgelistet. Im Dreißigjährigen Krieg wurden alle Höfe niedergebrannt. Erst 1665 konnten wieder vier Höfe besetzt werden.
Laut der Amtsbeschreibung des Pflegamtes Lichtenau aus dem Jahr 1748 zählt der Ort zur Hauptmannschaft Immeldorf. Es gab 10 Untertansfamilien, die alle fremdherrisch waren.
Gegen Ende des 18. Jahrhunderts gab es in Wattenbach elf Anwesen und ein Gemeindehirtenhaus. Das Hochgericht übte das Pflegamt Lichtenau aus, die Dorf- und Gemeindeherrschaft hatte das Klosterverwalteramt Heilsbronn. Grundherren waren das Klosterverwalteramt Heilsbronn (4 Höfe, 1 Höflein, 3 Güter, 1 Mühle, 1 Schmiede mit Feuerrecht) und die Pfarr- und Pfründestiftung Eschenbach (1 Hof).
1806 kam Wattenbach an das Königreich Bayern. Im Rahmen des Gemeindeedikts wurde Wattenbach dem 1808 gebildeten Steuerdistrikt Sauernheim und der 1810 gegründeten Ruralgemeinde Sauernheim zugeordnet. Mit dem Zweiten Gemeindeedikt (1818) entstand die Ruralgemeinde Wattenbach, zu der Ballmannshof, Erlenmühle, Gotzendorf und Gotzenmühle gehörte. Sie war in Verwaltung und Gerichtsbarkeit dem Landgericht Heilsbronn zugeordnet und in der Finanzverwaltung dem Rentamt Windsbach. Von 1862 bis 1879 gehörte Wattenbach zum Bezirksamt Heilsbronn, ab 1880 zum Bezirksamt Ansbach (1939 in Landkreis Ansbach umbenannt) und zum Rentamt Heilsbronn (1919–1929: Finanzamt Heilsbronn, seit 1929: Finanzamt Ansbach). Die Gerichtsbarkeit blieb beim Landgericht Heilsbronn (1879 in Amtsgericht Heilsbronn umbenannt), seit 1956 ist das Amtsgericht Ansbach zuständig. Die Gemeinde hatte 1964 eine Gebietsfläche von 5,948 km². Im Zuge der Gebietsreform in Bayern wurde diese am 1. Januar 1972 nach Lichtenau eingemeindet.
Wattenbach hatte von 1839 bis in die 1960er Jahre eine eigene Schule.

### Bürgermeister
- um 1846–1856: Johann Georg Rieger[20][21]
- 1960–1972: Friedrich Großmann

### Wappen
Wattenbach hat seit 2015 ein inoffizielles Wappen. Die Wappenbeschreibung lautet: Geteilt durch einen blauen Wellenbalken, oben geviert von Silber und Schwarz, unten in Silber ein schwarzes Tatzenkreuz.

### Baudenkmal
- Haus Nr. 18: ehemaliges Schulhaus, zweigeschossiger Zeltdachbau mit Feuerglockenturm, Sandsteinquaderbau mit Ecklisenen, erbaut 1835.[23]

### Bodendenkmäler
In der Gemarkung Wattenbach gibt es vier Bodendenkmäler.

### Einwohnerentwicklung
Gemeinde Wattenbach
| Jahr      | 1818   | 1840   | 1852   | 1855   | 1861   | 1867   | 1871   | 1875   | 1880   | 1885   | 1890   | 1895   | 1900   | 1905   | 1910   | 1919   | 1925   | 1933   | 1939   | 1946   | 1950   | 1952   | 1961   | 1970   |
| Einwohner | 191    | 217    | 202    | 204    | 213    | 215    | 218    | 217    | 224    | 219    | 224    | 217    | 213    | 224    | 229    | 243    | 228    | 216    | 214    | 273    | 266    | 256    | 209    | 214    |
| Häuser    | 34     | 37     |        |        |        |        | 37     |        |        | 38     | 38     |        | 37     |        |        |        | 38     |        |        |        | 36     |        | 41     |        |
| Quelle    | [ 25 ] | [ 20 ] | [ 26 ] | [ 26 ] | [ 27 ] | [ 28 ] | [ 29 ] | [ 30 ] | [ 31 ] | [ 32 ] | [ 33 ] | [ 34 ] | [ 35 ] | [ 34 ] | [ 36 ] | [ 34 ] | [ 37 ] | [ 34 ] | [ 34 ] | [ 34 ] | [ 38 ] | [ 34 ] | [ 17 ] | [ 39 ] |

Ort Wattenbach
| Jahr      | 001818 | 001840 | 001861 | 001871 | 001885 | 001900 | 001925 | 001950 | 001961 | 001970 | 001987 |
| Einwohner | 105    | 107    | 97     | 104    | 104    | 100    | 116    | 126    | 114    | 119    | 103    |
| Häuser    | 20     | 18     |        |        | 19     | 18     | 20     | 18     | 22     |        | 26     |
| Quelle    | [ 25 ] | [ 20 ] | [ 27 ] | [ 29 ] | [ 32 ] | [ 35 ] | [ 37 ] | [ 38 ] | [ 17 ] | [ 39 ] | [ 1 ]  |

## Religion
Der Ort ist seit der Reformation evangelisch-lutherisch geprägt und nach St. Georg (Immeldorf) gepfarrt. Die Einwohner römisch-katholischer Konfession sind nach St. Johannes (Lichtenau) gepfarrt.